# Liste der Ferien- und Themenstraßen
Diese Liste enthält Ferienstraßen und Themenstraßen, vor allem in Deutschland. In Österreich ist auch die Bezeichnung Erlebnisstraße geläufig.

## Ferien- und Themenstraßen in Deutschland

### Vollständig innerhalb Deutschlands verlaufende Straßen
- Ahr-Rotweinstraße
- Aischgründer Bierstraße
- Alte Salzstraße
- Artland-Route
- Badische Spargelstraße
- Badische Weinstraße
- Bayerische Eisenstraße
- Bayerische Ostmarkstraße
- Beelitzer Spargelstraße[1]
- Bergstraße
- Bertha Benz Memorial Route
- Bier- und Burgenstraße
- Bocksbeutelstraße
- Bramgau-Route
- Brandenburger Bierstraße
- Burgenstraße
- Burgenstraße Thüringen[2]
- Dampfbahn-Route Sachsen
- Deutsche Alleenstraße
- Deutsche Alpenstraße
- Deutsche Edelsteinstraße
- Deutsche Fachwerkstraße
- Deutsche Fährstraße
- Deutsche Fehnroute
- Deutsche Ferienroute Alpen–Ostsee (Projekt beendet)
- Deutsche Hopfenstraße
- Deutsche Kohlstraße[3]
- Deutsche Limes-Straße
- Deutsche Märchenstraße
- Deutsche Schuhstraße
- Deutsche Sielroute
- Deutsche Spielzeugstraße
- Deutsche Storchenstraße
- Deutsche Tonstraße
- Deutsche Uhrenstraße
- Deutsche Vulkanstraße
- Deutsche Weinstraße
- Deutsche Wildstraße
- Eichenlaubstraße
- Elbling Route
- Elbufer-Straße
- Elm-Hochstraße
- Energie-Route Lausitzer Industriekultur[4][5]
- Erlebnisstraße der deutschen Einheit
- Fantastische Straße[6]
- Feldbergstraße
- Ferienstraße „Handwerk erleben“[7][8]
- Fichtelgebirgsstraße
- Fränkische Wehrkirchenstraße
- Frankenwaldhochstraße[9]
- Frankenwaldstraße
- Friesische Mühlenstraße
- Fußballroute NRW
- Fürstenstraße der Wettiner
- Glasstraße
- Große Eifel-Route
- Harz-Heide-Straße
- Historische Raiffeisenstraße[10]
- Hochrhönring
- Hochrhönstraße
- Hochsauerland-Höhenstraße[11]
- Hochtaunusstraße
- Hohenzollernstraße
- Hunsrück Schiefer- und Burgenstraße
- Hunsrückhöhenstraße
- Idyllische Straße
- Kannenbäckerstraße
- Allgäuer Käsestraße
- Käsestraße Schleswig-Holstein
- Keltenstraße
- Klassikerstraße
- Königin-Luisen-Route
- Kyffhäuser-Route[12]
- Lahn-Ferien-Straße
- Lehm- und Backsteinstraße
- Liebfrauenstraße[13]
- Loreley-Burgenstraße[14]
- Märkische Eiszeitstraße
- Mitteldeutsche Straße der Braunkohle
- Moselschiefer-Straße
- Moselweinstraße
- Motorradstraße Deutschland[15]
- Mühlenstraße Oberschwaben
- Naheweinstraße[16]
- Nebenstraßen der Romanik (in Altmark und Havelwinkel)[17]
- Nibelungenstraße
- Niederrhein-Route
- Niedersächsische Milchstraße[18]
- Niedersächsische Mühlenstraße
- Niedersächsische Spargelstraße
- Niers-Route
- Nordostdeutsche Hanse-Route[19]
- Oberfränkische Bierstraße
- Obstmarschenweg
- Osning-Route[20]
- Panoramastraße Fichtelgebirge
- Porzellanstraße
- Regionale Route Täler der Industriekultur[21]
- Reußische Fürstenstraße
- Rheinischer Sagenweg
- Rheingauer Rieslingroute[22]
- Rheingoldstraße
- Ringstraße Hoher Vogelsberg[23]
- Romantische Straße
- Route der Industriekultur im Nordwesten
- Route der Industriekultur Rhein-Main
- Route der Industriekultur Ruhrgebiet
- Römerstraße Neckar–Alb–Aare
- Römische Weinstraße
- Ruwer-Riesling-Weinstraße
- Saar-Riesling-Straße
- Sächsische Weinstraße
- Sagen- und Märchenstraße Mecklenburg-Vorpommern
- Schauinslandstraße[24]
- Schwarzwald-Bäderstraße[25][26][27]
- Schwarzwaldhochstraße
- Schwarzwald-Panoramastraße[28]
- Schwarzwald-Tälerstraße
- Schwäbische Albstraße
- Schwäbische Bäderstraße (Projekt 2023 beendet)
- Schwäbische Dichterstraße
- Schwäbische Weinstraße
- Schwedenstraße
- Selfkant-Mühlenstraße
- Sieg-Bröl-Route
- Siegfriedstraße
- Sirona-Weg
- Solmser Straße
- Spessart-Höhenstraße
- Steigerwald-Höhenstraße
- Störtebeker-Straße[29]
- Straße der Demokratie
- Straße der deutschen Sprache
- Straße der Energie
- Straße der Fachwerkromantik[30]
- Straße der Megalithkultur
- Straße der Romanik
- Straße der Staufer
- Straße der Weserrenaissance
- Thüringisch-Fränkische-Schieferstraße
- Totenkopfstraße
- Via Industrialis (Köln)
- Viezstraße
- Vorpommersche Dorfstraße
- Weinstraße Kraichgau-Stromberg[31]
- Weinstraße Saale-Unstrut
- Westfälische Mühlenstraße
- Württemberger Weinstraße

### Die deutsche Grenze überschreitende Straßen

#### Deutsch-niederländische Straßen
- Dollardroute
- Dr. Picardt-Route[32]
- Hamaland-Route[33]
- Maas-Schwalm-Nette-Route
- Oranier-Route
- Pionier-Routen[34]
  - Pionierroute Moor/Veen
  - Pionierroute Zwei Kulturen
  - Pionierroute Energie
- Straße der Gartenkunst zwischen Rhein und Maas
- Westerwolde-Hümmling-Route

#### Deutsch-belgische Straßen
- Venn- und Seenroute

#### Deutsch-französische Straßen
- Deutsch-Französische Touristikroute
- Freundschaftsstraße
- Grüne Straße[35][36]
- Heinrich-Schickhardt-Kulturstraße[37]

#### Deutsch-schweizerische Straßen
- Römerstraße Neckar–Alb–Aare

#### Deutsch-tschechische Straßen
- Silberstraße

#### Deutsch-polnische Straßen
- Via Regia

### Durch mehr als zwei Länder führende Straßen
- Europäische Fuggerstraße[38][39]
- Europäische Goethe-Straße
- Europäische Holzroute[40]
- Europäische Route der Backsteingotik
- Europäische Route der Industriekultur
  - Regionale Route Euregio Maas-Rhein
  - Regionale Route Saar-Lor-Lux
- Europastraße Historische Theater
- Grüne Küstenstraße
- Grüne Straße Eifel-Ardennen
- Mythische Orte am Oberrhein
- Oberschwäbische Barockstraße
- Sisi-Straße
- Straße der Kaiser und Könige
- Straßen der Römer
- Via Claudia Augusta
- Via Hanseatica[41]
- Via Sacra
- Wollroute in der Euregio Maas-Rhein (Dreiländeregion rund um Aachen)

## Ferien- und Themenstraßen außerhalb Deutschlands

### Europa
- Adriatische Küstenstraße in Kroatien, Montenegro, Bosnien und Herzegowina und Slowenien
- Grand Tour of Switzerland
- Josephsstraße in Kroatien[42]
- Käsestraße Bregenzerwald, Österreich
- Margeritenroute in Dänemark
- Meisterstraße in Kroatien[42]
- Romanische Straße im Elsass

Weinstraßen 
- Steirische Weinstraßen (Südsteiermark/Österreich), bestehend aus:
  - Südsteirische Weinstraße
  - Klapotetz-Weinstraße
  - Sausaler Weinstraße
- Schilcherweinstraße in der Weststeiermark/Österreich
- Weinstraße Niederösterreich[43]
- Slowakisch-Österreichische Weinstraße[44]
- Römerweinstraße Carnuntum in Niederösterreich
- Burgenländische Weinstraße im Burgenland
  - Neusiedler-See-Weinstraße
  - Seewinkel-Weinstraße
- Kleinkarpaten-Weinstraße (Malokarpatská vínna cesta) in der Slowakei
- Königsweinstraße Nitra (Nitrianska Král'ovská vínna cesta) in der Slowakei
- Weinstraße Záhorie (Vínna cesta Záhorie) in der Slowakei
- Südtiroler Weinstraße in Italien.
- Rota dos Vinhos do Alentejo Weinstraße des Alentejo, Portugal
- Elsässer Weinstraße in Frankreich
- Luxemburger Weinstraße an der Mosel

### Afrika

#### Weinrouten
Südafrika
(Auswahl)
- Breedekloof Wine Route[45]
- Cape Agulhas Wine Route
- Cape Point Wine Route
- Constantia Wine Route
- Darling Wine Route
- Durbanville Wine Route
- Elgin Wine Route
- Franschhoek Wine Route[46]
- Helderberg Wine Route
- Klein Karoo Wine Route
- Paarl Vintners Route[47]
- Olifants River Valley Wine Route
- Paarl Vintners Wine Route
- Robertson Wine Route[48]
- Stellenbosch Wine Routes[49]
- Swartland Wine Route
- Tulbagh Wine Route
- Walker Bay Wine Route
- Wellington Wine Route
- Worcester Wine Route

Namibia 
- Namibia’s Wine Route[50]

#### Andere Ferienstraßen
- Route 62 (Cape Route 62), Südafrika[51]
- Welwitschia-Drive, Namibia
- The Arid Eden Route, Namibia[52]
- The Omulunga Palm Route, Namibia[52]
- The Four Rivers Route, Namibia[52]
- 18 Touristen-Routen Südafrika, Namibia, Sambia, Mosambik, Lesotho, Eswatini[53]